# Psidium guyanense
Psidium guyanense är en myrtenväxtart som beskrevs av Christiaan Hendrik Persoon. Psidium guyanense ingår i släktet Psidium och familjen myrtenväxter. Inga underarter finns listade i Catalogue of Life.